# Mărăcineni, Buzău
Mărăcineni este satul de reședință al comunei cu același nume din județul Buzău, Muntenia, România.

## Istoric
Prima atestare documentară a satului Mărăcineni este un act de proprietate din data de 3 noiembrie 1597, prin care domnitorul Țării Românești, Mihai Viteazul recunoaște dreptul de proprietate al lui Fătu din Mărăcineni asupra unor vii.